# Campeonato Nacional de Rodeo de 1968
El Campeonato Nacional de Rodeo de 1968 fue la XX edición de la final de Chile de rodeo y se disputó por segunda vez consecutiva en la ciudad de Rancagua, los días 16, 17 y 18 de marzo de 1968. Este campeonato se disputa todos los años y corona a los campeones del rodeo chileno, tradicional deporte practicado en Chile, donde está considerado como deporte nacional.
Este campeonato terminó con muchos récords que perdurarían por muchos años. Los jinetes campeones fueron Ramón Cardemil y Ruperto Valderrama, quienes alcanzaron su quinto título como collera, además de alcanzarlo con un récord nunca antes visto en cuanto a puntaje: 29 puntos buenos, que se superarían recién en 1988. Además "Manicero", monta de Ramón Cardemil, alcanzaba su tercer título nacional de Chile, siendo el primer caballo en alcanzar tal sitial.
Raúl Rey ganó en "Rajadiablos" el movimiento de la rienda, obteniendo su quinto título en forma personal en esta disciplina.

## Desarrollo de la serie campeones
Al finalizar el tercer animal Ramón Cardemil y Ruperto Valderrama, quienes montaban a "Manicero" y "Trampero" respectivamente, estaban liderando el campeonato con 20 puntos buenos, tres más que sus inmediatos seguidores, Hugo y Hernán Cardemil, en "Duraznillo" y "Utilero", y Patricio Cooper y Álvaro García en "Despiporre" y "Galponero". 
EL reglamento de la época señalaba que solamente seis colleras podían disputar el cuarto animal, con la salvedad de empate por el sexto lugar, en donde participan todos los que se encuentran empatados. Es por esta razón que el cuarto animal lo disputaron 10 colleras, algo atípico.
La collera posteriormente campeona con dos espectaculares atajadas culminan las dos primeras carreras, asegurando el campeonato nacional. Sin embargo Ramón Cardemil retrasa su viejo "Manicero", y lo pone de las puras patas del novillo, más allá de lo razonable, y jinete y caballo le brindan a su público la más espectacular de las atajadas de ese Campeonato de Chile, finalizando una corrida con 9 puntos buenos y el campeonato con 29 puntos, récord que se mantendría por muchos años como una meta inalcanzable para todos los corraleros. 
Los vicecampeones fueron Hugo Cardemil y Hernán Cardemil en "Duraznillo" y "Utilero", mientras que los terceros campeones fueron Patricio Cooper y Álvaro García en "Despiporre" y "Galponero". Ambas colleras habían obtenido 23 puntos, pero los Cardemil ganaron el desempate.

## Resultados

### Serie de campeones
| Cuarto Animal 1968 | Cuarto Animal 1968                   | Cuarto Animal 1968          | Cuarto Animal 1968 |
| ------------------ | ------------------------------------ | --------------------------- | ------------------ |
| Lugar              | Jinetes                              | Caballos                    | Puntaje            |
| 1.º                | Ramón Cardemil y Ruperto Valderrama  | "Manicero" y "Trampero"     | 29                 |
| 2.º                | Hugo Cardemil y Hernán Cardemil      | "Duraznillo" y "Utilero"    | 23                 |
| 3.º                | Patricio Cooper y Álvaro García      | "Despiporre" y "Galponero"  | 23                 |
| 4.º                | Fernando Puga y Héctor Puga          | "Acurrucado" y "Estofado"   | 22                 |
| 5.º                | Ramón Cardemil y Ruperto Valderrama  | "Percala" y "Pelotera"      | 19                 |
| 6.º                | Julio Santos y Héctor Santos         | "Naranjerita" y "Embrujada" | 18                 |
| 7.º                | Hugo Cardemil y Hernán Cardemil      | "Pichicucha" y "Florista"   | 17                 |
| 8.º                | Jesús Bustamante y Sergio Bustamante | "Timbalero" y "Querendón"   | 17                 |
| 9.º                | Óscar Gaedicke y Carlos Gaedicke     | "Paulino" y "Monarca"       | 15                 |
| 10.º               | Santiago Urrutia y Samuel Parot      | "Candileja" y "Tula"        | 14                 |

## Cuadro de honor temporada 1967-1968

### Jinetes
- 1.º Ruperto Valderrama[9]
- 2.º Santiago Urrutia
- 3.º Ramón Cardemil
- 4.º Hernán Cardemil
- 5.º Sergio Bustamante
- 6.º Ricardo Martínez
- 7.º Abelino Mora
- 8.º Samuel Parot
- 9.º Ramón González
- 10.º Eduardo Varela

### Caballos
- 1.º Avispado
- 2.º Manicero
- 3.º Corsario
- 4.º Licantén
- 5.º Timbalero
- 6.º Estropajo
- 7.º Negury
- 8.º Trampero
- 9.º Chamico
- 10.º Paulino

### Yeguas
- 1.º Percala
- 2.º Pichicucha
- 3.º Pelotera
- 4.º Borrachita
- 5.º Tula
- 6.º Nubia
- 7.º Chambona
- 8.º Tranca Larga
- 9.º Candileja
- 10.º Florista

### Potros
- 1.º Barranco
- 2.º Despiporre
- 3.º Potrerillo
- 4.º Estribo
- 5.º Inicente
- 6.º Tata
- 7.º Farolito
- 8.º Jornalero
- 9.º Huachipato
- 10.º Acierto